# Planejamento estratégico de sistemas de informação
O planeamento estratégico de sistemas de informação ou o planeamento estratégico da tecnologia da informação é uma importante ferramenta de gestão utilizada hoje em dia por muitos analistas de sistema e administradores de empresas, sendo uma metodologia integrante do planeamento estratégico empresarial. 
O único objetivo do planeamento estratégico de sistemas de informação é o de traçar um plano de ação claro e resumido para a utilização dos recursos de informática(hardware, software) de acordo com a missão da empresa. 
| “ | Com o objetivo de aumentar a rentabilidade,algumas empresas consideram necessário planear com mais eficiência a utilização dos recursos de sistemas de informação. O planeamento estratégico de sistemas de informação ajuda a empresa a planear o uso destes recursos de forma que consiga atingir e suportar os objetivos, desafios e metas estabelecidos. | ” |

## PESI - Algumas Definições
Citação: O planeamento estratégico de sistemas da informação é a etapa inicial em que se estabeleceram os propósitos básicos para que possamos implantar sistemas computadorizados estáveis e de apoio à tomada de decisões escreveu: «» conhecidos como sistema de informação de gestão (SIG), sistema integrado de gestão empresarial (ERP), sistema de gestão de negócios (SAP).
| “ | O Planeamento estratégico de SI é o recurso usado para ajudar o tomador de decisão da organização, na identificação das oportunidades de SI para apoiar os negócios empresariais, no desenvolvimento de arquiteturas de informação baseadas nas necessidades dos usuários, e no desenvolvimento de planos de ação dos SI a longo prazo. | ” |

| “ | O planeamento estratégico de sistema de informação deve refletir as funções e dados necessários para suportar o negócio, os objetivos, os fatores críticos de sucesso, e as necessidades de informação da alta administração da empresa. Da mesma forma, deve retratar como a tecnologia pode ser utilizada para criar novas oportunidades ou vantagens competitivas. | ” |

| “ | Um planeamento estratégico de sistemas de informação deve, inicialmente, definir o negócio antes do desenvolvimento e implantação de sistemas, considerando os fatores críticos de sucesso do negócio. Simultaneamente, o planejamento cria oportunidades de identificar funções e armazenamentos duplicados, apontar problemas e oportunidades, além de fornecer uma base para o desenvolvimento de estratégias de hardware, software, recursos humanos e rede de comunicação de dados. | ” |

Segundo Martin, os objetivos do planejamento estratégico são:
- Investigar as oportunidades de ganho de vantagens.
- Estabelecer objetivos.
- Facilitar a consecução dos objetivos empresariais através da análise de seus fatores críticos de sucesso.
- Determinar quais informações podem auxiliar a gerência a realizar o seu trabalho.
- Criar um modelo funcional e de dados do negócio.
- Subdividir o modelo funcional de negócios.

## Metodologias
Com todas esses definições pode-se dizer que o planejamento estratégico de SI pode se agregar a muitas metodologias, dentre elas:
- Planejamento estratégico baseada em inteligência competitiva[1]
- Planejamento estratégico baseado na teoria das restrições

## Grupos de Referências Bibliográficas
1. 1 2  FURLAN, José D. , Como elaborar e implementar Planejamento Estratégico de Sistemas de Informação (1991), Editora: MAKRON Books do Brasil Editora LTDA.
2. ↑  MARTIN, J. ,Information Engineering - The key to success in MIS (1986),Savant Research Studies.